# Tokugawa Munemoto
Tokugawa Munemoto (徳川 宗翰, , 3 de setembro de 1728 - 24 de março de 1766) foi um daimyō  de meados do Período Edo da História do Japão , que governou o Domínio de Mito .

| Precedido por Tokugawa Munetaka | - 5º Líder do Ramo Mito 1728-1766 | Sucedido por Tokugawa Harumori |
| Precedido por Tokugawa Munetaka | 5º Daimyō de Mito 1728-1766       | Sucedido por Tokugawa Harumori |